# Thalictrum minus subsp. matritense
Thalictrum minus subsp. matritense é uma subespécie de planta com flor pertencente à família Ranunculaceae. 
A autoridade científica da subespécie é (Pau) P.Monts., tendo sido publicada em Anales Jard. Bot. Madrid 41: 475 (1985).

## Portugal
Trata-se de uma subespécie presente no território português, nomeadamente em Portugal Continental.
Em termos de naturalidade é endémica da Península Ibérica.

## Protecção
Não se encontra protegida por legislação portuguesa ou da Comunidade Europeia.